# Fuchsia fulgens

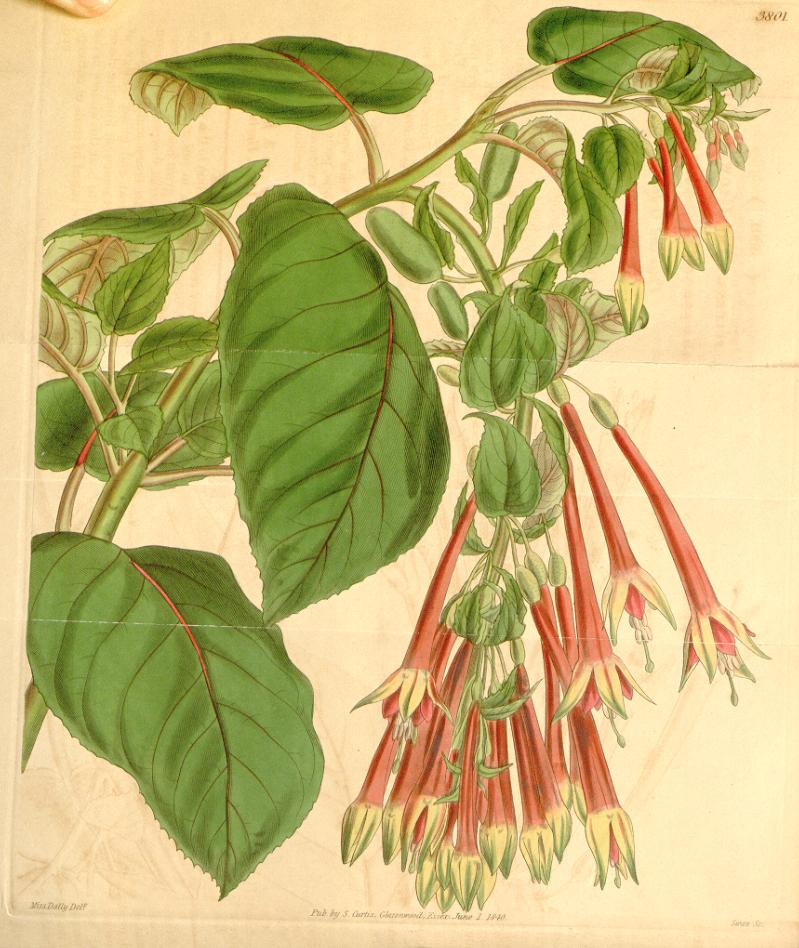
Fuchsia fulgens.

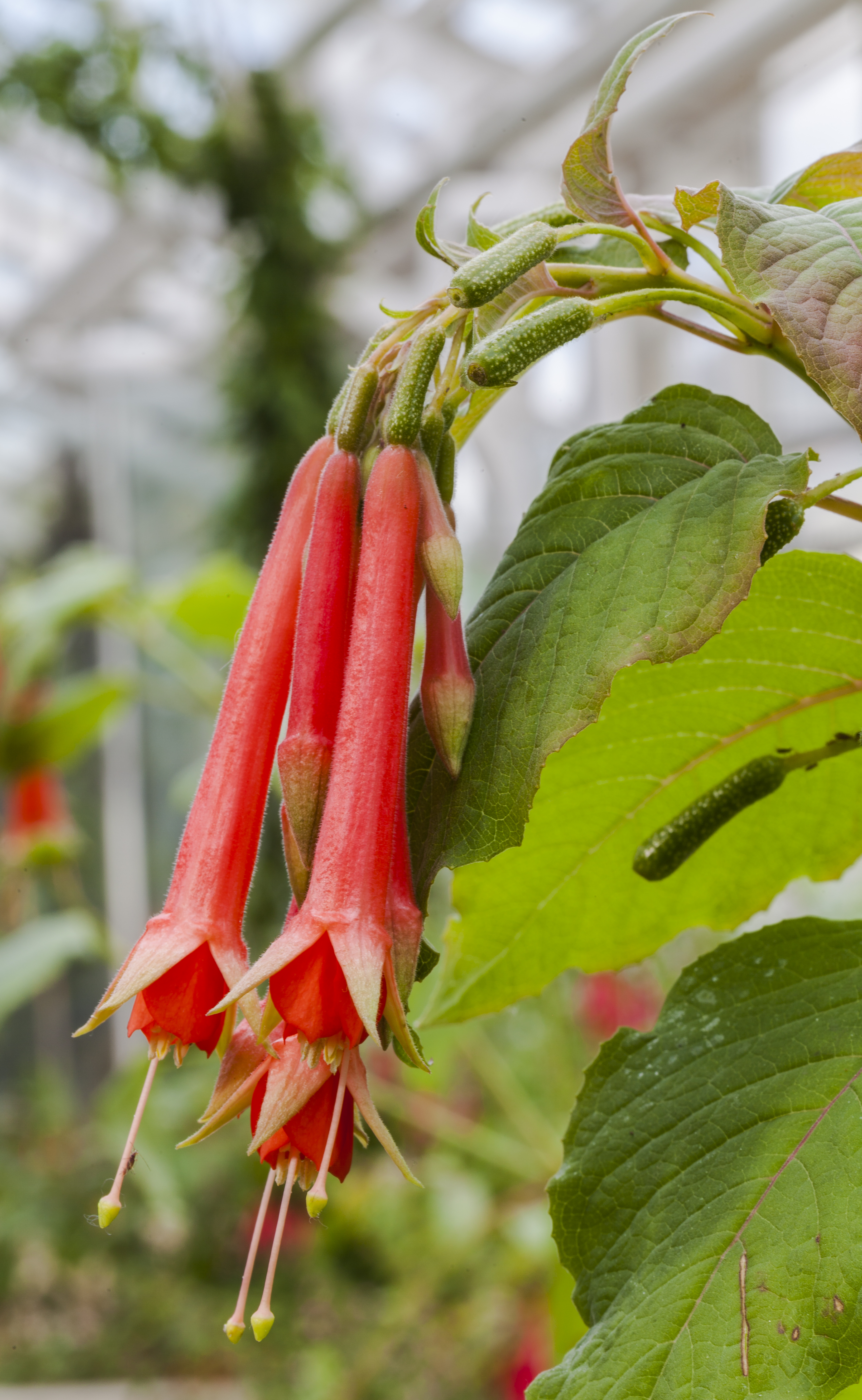
Fuchsia fulgens

Fuchsia fulgens Moc. & Sessé ex DC. é uma espécie de planta da família Onagraceae com distribuição natural restrita ao sul do México, a altitudes entre 1600-2200 m, onde ocorre como epífita sobre árvores, geralmente carvalhos, ou entre as rochas em clareiras e margens de florestas. É uma das espécies hibridadas na obtenção do brinco-de-princesa.

## Descrição
Fuchsia fulgens uma planta arbustiva e lenhosa. As folhas são opostas, com 10-20 cm de comprimento e 5-12 cm de largura máxima, de coloração verde-acinzentada, pilosas, recobertas por tricomas espessos que lhe dão um aspecto veludoso e acinzentado.
As flores inserem-se no final dos ramos, em inflorescências racemosas terminais com numerosas flores. O tubo floral tem cerca de 10 cm de comprimento e coloração vermelha. As sépalas (cálice) têm a região terminal de coloração esverdeada. A coroa é curta e escarlate.
A espécie tem distribuição natural no México.
O binome da espécie tem a seguinte sinonímia:
- Ellobium fulgens (DC.) Lilja
- Fuchsia fulgens var. pumila Carrière
- Fuchsia racemosa Sessé & Moc.
- Spachia fulgens (DC.) Lilja

## Variedades
A espécie inclui, entre outras, as seguintes variedades cultivadas como plantas ornamentais:
- 'Gesneriana' - tem folhas com venação avermelhada e coloração arroxeada na página inferior. As flores apresental cerca de 8 cm de comprimento com um topo vermelho-alaranjado claro e pétalas avermelhadas;
- 'Rubra Grandiflora' - tem folhas com venação avermelhada na base. As flores têm cerca de 8,5 cm de comprimento com extremidade laranja pálido.